# Campeonato Sudamericano de Voleibol Femenino de 1979
La XIII edición del Campeonato Sudamericano de Voleibol Femenino fue realizado en 1979 en la ciudad de Rosario,ciudad de la provincia de Santa fe.Argentina.

## Campeón
| Perú           |
| Campeón        |
| PERÚ 7º título |

## Clasificación final
| Pos | Equipo    |
| --- | --------- |
| 1   | Perú      |
| 2   | Brasil    |
| 3   | Argentina |
| 4   | Chile     |
| 5   | Paraguay  |
| 6   | Venezuela |
| 7   | Uruguay   |

| Predecesor: Perú 1977 | Campeonato Sudamericano de Voleibol Femenino XIII edición | Sucesor: Brasil 1981 |

- Datos: Q2659703